# Port lotniczy Daszoguz
Port lotniczy Daszoguz (IATA: TAZ, ICAO: UTAT) – port lotniczy położony 15 kilometrów na południowy zachód od centrum Daszoguz. Jest szóstym co do wielkości portem lotniczym w Turkmenistanie.

## Linie lotnicze i połączenia
| Linia lotnicza        | Kierunek                             |
| --------------------- | ------------------------------------ |
| Turkmenistan Airlines | 1. Aszchabad 2. Mary 3. Turkmenbaszy |